# تشارلز هابارد
تشارلز هابارد (بالإنجليزية: Charles Hubbard)‏ هو نبال أمريكي، ولد في 20 أغسطس 1849 في سينسيناتي في الولايات المتحدة، وتوفي في 28 مارس 1923 في هاملتن في الولايات المتحدة.

## وصلات خارجية
- تشارلز هابارد على موقع أوليمبيديا (الإنجليزية)